# Felettünk az ég (album)
A Felettünk az ég Szécsi Pál 1983-ban megjelent lemeze, melyet a Hungaroton-Pepita adott ki. Katalógusszáma: SLPM 17775 (hanglemez), MK 17775 (kazetta).

## Az album dalai

### A oldal
1. Kismadár [D. Garant - Szécsi Pál]
2. Gyönyörű így este Budapest (Harangozó Terivel) [Breitner J. - dr.Farkai I. - Surányi L.]
3. Minden reggel [Dobsa S. - Fülöp K.]
4. Egy férfi és egy nő (Toldy Máriával) [F. Lai - P.Baroun - Tardos P.]
5. Nincsen barátom [Deák T. - Fülöp K.]
6. Mostanában hosszabbak az éjszakák [Payer A. - S.Nagy I.]
7. Micsoda nő (A "Joe bácsi" c. zenés darabból) [Tamássy Z. - Dalos L.]

### B oldal
1. Már nem vagyok fiatal [Wolf P. - Jámbor L.]
2. Kék angyal [Bágya A. - Szalkai S.]
3. Felettünk az ég (Ambrus Kyrivel) [Neményi T.]
4. Kedves csirkefogók [Fényes Sz. - S. Nagy I.]
5. Holnapok [Dobsa S. - S. Nagy I.]
6. Két név egy bérház oldalán [Fényes Sz. - S. Nagy I.]
7. Az Óperenciás tengeren túl [Wolf P. - Szalkai S.]